# George West (Texas)
Pour les articles homonymes, voir George West.
La ville américaine de George West est le siège du comté de Live Oak, dans l’État du Texas. Elle comptait 2 524 habitants lors du recensement de 2000.

## Source
- (en) Cet article est partiellement ou en totalité issu de l’article de Wikipédia en anglais intitulé « George West, Texas » (voir la liste des auteurs).